# Caenolampis
Caenolampis is een geslacht van rechtvleugeligen uit de familie Romaleidae. De wetenschappelijke naam van dit geslacht is voor het eerst geldig gepubliceerd in 1978 door Descamps.

## Soorten
Het geslacht Caenolampis omvat de volgende soorten:
- Caenolampis copensis Rowell, 2012
- Caenolampis osae Roberts, 1973
- Caenolampis ottei Glenn, 1988
- Caenolampis robertsi Descamps, 1978